# Territorialkommando Schleswig-Holstein
Das Territorialkommando Schleswig-Holstein war eines der Territorialkommandos im Territorialheer der Bundeswehr. Sitz des Stabes war Kiel.
Aufgabe dieser 1969 aufgestellten und 1994 aufgelösten höheren Kommandobehörde war die Organisation der territorialen Verteidigung im Wehrbereich I. Der Wehrbereich I umfasste die Länder Schleswig-Holstein und Hamburg. Von 1969 bis 1994 war der Stab des Territorialkommandos zugleich der Stab des Wehrbereichskommandos I.

## Aufgaben
Aufgabe dieser höheren Kommandobehörde war die Organisation der territorialen Verteidigung im Wehrbereich I. Dieser Wehrbereich umfasste die Länder Hamburg und Schleswig-Holstein.
Der Befehlshaber des Territorialkommandos war nationaler Befehlshaber gegenüber der Allied Forces Northern Europe (AFNORTH). Dazu war das Kommando hauptsächlich an der Koordinierung von militärischen Vorhaben im Bereich der Territorialen Verteidigung mit den Dänischen Streitkräften beteiligt, die mit dem deutschen Heer im Rahmen des deutsch-dänischen Hauptquartiers der Alliierten Landstreitkräfte Schleswig-Holstein und Jütland (LANDJUT) eng kooperierten.
Dazu führte das Territorialkommando unmittelbar die unterstellten Truppenteile im Wehrbereich I und weitere unmittelbar unterstellte Truppenteile wie Versorgungs-, Fernmelde-, Pionier- und Sanitätskommandos. Abweichend von den anderen Territorialkommandos unterstanden dem Territorialkommando Schleswig-Holstein im Frieden einige der Korpstruppen, die im Verteidigungsfall für LANDJUT vorgesehen waren.
Ein weiterer Schwerpunkt war die Versorgung anderer Truppenteile des Feldheeres der Bundeswehr, insbesondere der deutschen Anteile von LANDJUT und der im Frieden meist dem I. Korps unterstellten 6. Panzergrenadierdivision. Falls vereinbart unterstützte das Territorialkommando Nord auch die verbündeten Streitkräfte im Bereich Norddeutschland. Dazu zählte beispielsweise die Versorgung mit Sanitätsmaterial (vgl. Sanitätsmateriallager) und Kraftstoff (vgl. NATO-Pipeline) sowie der Personalersatz.

## Geschichte

### Aufstellung

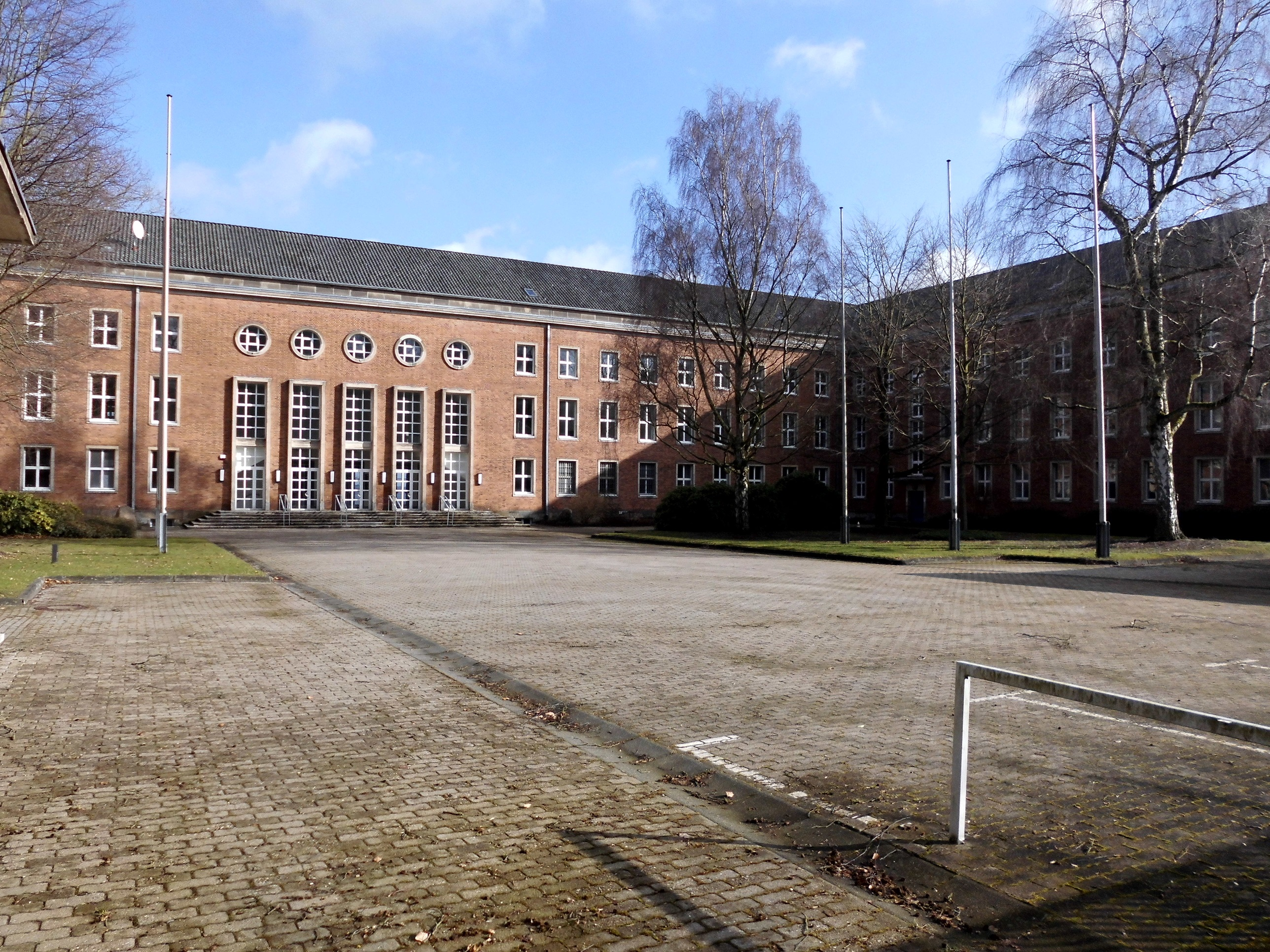
Kommandantur am Niemannsweg an der Kieler Förde

Das Territorialkommando Schleswig-Holstein wurde 1969 in Kiel ausgeplant. Es übernahm die Aufgaben des zeitgleich außer Dienst gestellten Kommandos Territoriale Verteidigung im Wehrbereich I. Für die anderen Wehrbereiche wurden zeitgleich die Territorialkommandos Nord und Süd neu aufgestellt. Da das Territorialkommando Schleswig-Holstein anders als die beiden anderen Territorialkommandos nur einen Wehrbereich führen sollte, wurde der Stab des bereits 1956 in Kiel aufgestellten Wehrbereichskommandos I in den Stab des Territorialkommandos integriert. Der Befehlshaber im Wehrbereich I war gleichzeitig der Befehlshaber des Territorialkommandos Schleswig-Holstein. Die Aufstellung des Stabes des Territorialkommandos erfolgte im Wesentlichen durch Umgliederung des Stabes des Wehrbereichskommandos I.
Zur Koordinierung mit den alliierten Streitkräften auf der Jütischen Halbinsel, also im südlichsten Kommandobereich der Allied Forces Northern Europe (AFNORTH)  genauer des nachgeordneten Allied Command Baltic Approaches (BALTAP), war der Befehlshaber im Wehrbereich I ab 1965 gleichzeitig „Deutscher Bevollmächtigter im Bereich der AFNORTH“. Ab 1969 wurde diese Dienststellung vom Befehlshaber des Territorialkommandos – jetzt vollständig als „Befehlshaber Territorialkommando Schleswig-Holstein / Deutscher Bevollmächtigter im Bereich AFNORTH“ bezeichnet – wahrgenommen.
Am 1. November 1969 wurde das Territorialkommando Nord truppendienstlich dem Inspekteur des Heeres bzw. dem Führungsstab des Heeres unterstellt
Dem Territorialkommando Schleswig-Holstein unterstanden Ende der 80er Jahre im Frieden rund 6.500 Soldaten. Im Verteidigungsfall sollte das Territorialkommando um rund 43.500 Reservisten aufwachsen.

### Auflösung

Stander Befehlshaber „Territorialkommando Schleswig-Holstein / Deutscher Bevollmächtigter im Bereich AFNORTH“

Das Territorialkommando Schleswig-Holstein wurde 1994 aufgelöst. Eine zunächst in der Heeresstruktur V vorgesehene Verschmelzung mit einem Korpskommando wurde nicht durchgeführt.
In der Heeresstruktur V wurden die fortbestehenden Truppenteile von Feld- und Territorialheer in der Friedensgliederung zusammengefasst. Die territorialen Aufgaben des Territorialkommandos Schleswig-Holstein wurden dem fortbestehenden Wehrbereichskommando I übertragen, das mit der 6. Panzergrenadierdivision zum „Wehrbereichskommando I / 6. Panzergrenadierdivision“ fusioniert wurde. Diese Dienststelle war dem neu aufgestellten Heeresführungskommando unterstellt.

## Gliederung

### Heeresstruktur III
Das Territorialkommando gliederte sich in der Heeresstruktur III:
- PSV-Kompanie 681 (Mobaufstellung)
- Verkehrskommandantur 610 (Kiel),
- Feldjägerbataillon 610 (Heide (Holstein)),
- zwei Feldersatzbataillone (Mobaufstellung),
- Fernmeldeverbindungsregiment 60 / Fernmeldekommando 600 (Kiel)
  - eine Stabskompanie
  - Fernmeldenachschubkompanie
  - Instandsetzungskompanie
  - Fernmeldeausbildungskompanie 601
  - Fernmeldebetriebsbataillon 610
  - Fernmeldeverbindungsbataillon 620 (Flensburg)
- Artilleriekommandeur
  - Stabsbatterie
  - zwei Topographiebatterien (eine als Mobaufstellung)
  - ein mittleres Feldartilleriebataillon (Mobaufstellung)
  - schweres Raketenartilleriebataillon 650
  - ABC-Abwehrbataillon 610 (Heide)
- Flugabwehrlehrbataillon 610 der Heeresflugabwehrschule (Rendsburg)
- Pionierkommandeur
  - Stabskompanie
  - Pipeline-Pionierkompanie 641 (Schleswig)
  - Spezial-Sperrzug 600 (Plön)
  - schweres Pionierregiment 60
    - Schwimmbrückenkompanie 621
    - Amphibische Pionierkompanie 601 (Plön)
    - leichtes Pionierbataillon 610 (Lübeck)
      - schweres Pionierbataillon 620 (Schleswig)
- Heeresfliegerstaffel (Mobaufstellung)
- Versorgungskommando 600 in Flensburg
  - Stabskompanie
  - Nachschubbataillon 610 (Seeth)
  - Nachschubbataillon 620
  - vier Transportbataillone
    - u. a. Transportbataillon 610 (Heide/Holst.)

  - ein Betriebsstoff-Transportbataillon
  - Instandsetzungsbataillon 610 (Flensburg)
- Sanitätskommando 600 in Hörnum
  - Sanitätsbataillon 610
  - ein Krankenkraftwagenbataillon
- Heimatschutzkommando 13 in Eutin (ab 1981 Heimatschutzbrigade 51)[1]
- VBK 11 in Schleswig mit VKK 111 (Flensburg), 112 (Rendsburg) und 113 (Bad Segeberg)
- Verfügungstruppenkommando 600 (VfgTrKdo 600) 1974–1981 (Schleswig)
  - verschiedene Jägerbataillone, Pionier- und Fernmeldeeinheiten sowie Wallmeister

### Heeresstruktur IV
Gliederung des Territorialkommandos Schleswig-Holstein um 1990:
- Verteidigungsbezirkskommando 10 und Standortkommandantur Hamburg (VBK 10 u. StOKdtr Hamburg) seit 1956
- Verteidigungskreiskommandos 111 Flensburg
- Verteidigungskreiskommandos 112 Rendsburg – Osterrönfeld
- Verteidigungskreiskommandos 113 Bad Segeberg
- Verteidigungskreiskommandos 114 Lübeck
- Verfügungstruppenkommando 41  (VfgTrKdo 41) 1981–1993 (Schleswig)
  - Heimatschutzbrigade 61
  - Heimatschutzregiment 71
  - Heimatschutzregiment 81
  - Pionierregiment 60
- Versorgungskommando 600 Flensburg
  - Instandsetzungsbataillon 610 Flensburg-Weiche
  - Nachschubbataillon 610 Seeth
  - Transportbataillon 610 Heide
  - Nachschubbataillon 620 (Geräteeinheit) Süderlügum
  - Nachschubausbildungszentrum 600 Heide
  - Instandsetzungsausbildungszentrum 605 Boostedt
  - Materialdepots in Ladelund, Silberstedt, Glinde, Bramstedtlund, Kropp, Boostedt
- Sanitätskommando 600 Neumünster
- Fernmeldekommando 600 Kiel
  - Fernmeldebataillon 610 Rendsburg
  - Fernmeldebataillon 620 Flensburg
  - Bereichsfernmeldeführer 117 Hamburg
  - Bereichsfernmeldeführer 120 Kiel
- Flugabwehrschießplatzkommandantur Todendorf
- Truppenübungsplatzkommandantur Putlos
- Feldjägerbataillon 610 Heide

## Befehlshaber

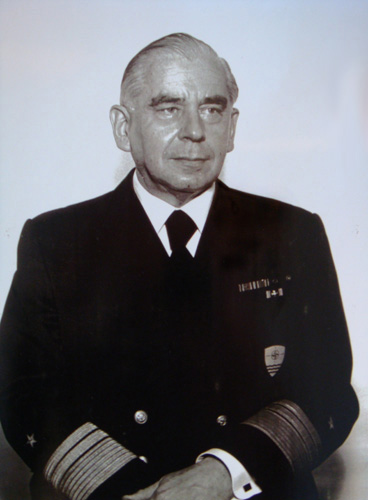
Wolfgang Benzino
Befehlshaber Territorialkommando
Schleswig-Holstein/ Deutscher Bevollmächtigter im Bereich AFNORTH (1. Oktober 1973 – 31. März 1979)

Befehlshaber „Territorialkommando Schleswig-Holstein / Deutscher Bevollmächtigter im Bereich AFNORTH“ waren:
| Nr. | Name                               | Beginn der Amtszeit | Ende der Amtszeit  |
| --- | ---------------------------------- | ------------------- | ------------------ |
| 12  | Generalmajor Jürgen von Falkenhayn | 31. März 1993       | 1. April 1994      |
| 11  | Konteradmiral Jürgen Dubois        | 1. Oktober 1989     | 31. März 1993      |
| 10  | Konteradmiral Gustav Carl Liebig   | 1. Oktober 1987     | 30. September 1989 |
| 9   | Konteradmiral Dieter Ehrhardt      | 1. Januar 1985      | 30. September 1987 |
| 8   | Konteradmiral Rudolf Deckert       | 1. April 1982       | 31. Dezember 1984  |
| 7   | Konteradmiral Hans-Arend Feindt    | 1. April 1979       | 31. März 1982      |
| 6   | Konteradmiral Wolfgang Benzino     | 1. Oktober 1973     | 31. März 1979      |
| 5   | Konteradmiral Berthold Jung        | 1. Oktober 1970     | 30. September 1973 |

Vorläufer: Deutscher Bevollmächtigter im Bereich AFNORTH (ab 10.1965 in Personalunion mit Wehrbereichskommando I):
| Nr. | Name                             | Beginn der Amtszeit | Ende der Amtszeit  |
| --- | -------------------------------- | ------------------- | ------------------ |
| 4   | Konteradmiral Friedrich Kemnade  | 1. April 1968       | 30. September 1970 |
| 2   | Konteradmiral Helmut Neuss       | 1. Oktober 1965     | 31. März 1968      |
| 2   | Konteradmiral Hans-Rudolf Rösing | 1. April 1962       | 30. September 1965 |
| 1   | Konteradmiral Bernhard Rogge     | 3. Juni 1957        | 31. März 1962      |

## Verbandsabzeichen

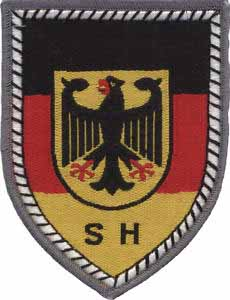
Gewebtes Verbandsabzeichen des Territorialkommandos

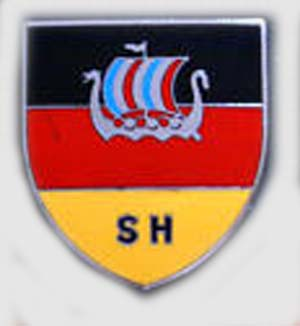
Internes Verbandsabzeichen des Stabes

Das Territorialkommando führte ein Verbandsabzeichen mit folgender Blasonierung:
„Von einer silbernen Kordel mit eingeflochtenem schwarzen Faden gefasst, geteilt zu Schwarz, Rot, Gold in goldenem Mittelschild ein einköpfiger schwarzer Adler, den Kopf nach rechts gewendet, die Flügel offen, aber mit geschlossenem Gefieder, Schnabel, Zunge und Fänge von roter Farbe (Bundesadler); der Mittelschild unten begleitet von Wort S H in schwarzen lateinischen Großbuchstaben.“
„S H“ war das Akronym für Schleswig-Holstein. Die Schildteilung entsprach der Flagge Deutschlands. Die Motive des Verbandsabzeichens ähnelten im Übrigen dem Wappen Deutschlands. Der Bundesadler war das deutsche Wappentier. Er wurde ähnlich auf den Truppenfahnen abgebildet. Die enge Anlehnung an das Wappen und die Flagge Deutschlands verdeutlichte, dass das Territorialheer und seine Territorialkommandos auch im Verteidigungsfall unter Kommandogewalt des nationalen Befehlshabers blieben und nicht der NATO assigniert waren.
Die Verbandsabzeichen der Kommandobehörden im Territorialheer waren sich besonders ähnlich. Insbesondere unterschieden sich die Verbandsabzeichen der Territorialkommandos und der Wehrbereichskommandos nur durch die Beschriftung. Auch die Verbandsabzeichen des Bundesministeriums der Verteidigung und des Führungsstabes des Heeres waren bis auf den Bord fast identisch. Der bei den Territorialkommandos silber/schwarz geflochtene Rand symbolisierte die Stellung unterhalb des Bundesministeriums der Verteidigung, das entsprechend eine „höherwertige“ goldene Kordel aufwies.